# 藤原安継
藤原 安継（ふじわら の やすつぐ）は、平安時代初期の貴族。藤原式家、中納言・藤原種継または無位・藤原清成の子。官位は従五位上・周防守。

## 経歴
従五位下に叙爵後、平城朝の大同3年（808年）雅楽助に任ぜられるが、間もなく左大舎人助に転じる。大同5年（810年）薬子の変に伴い、薩摩権守に左遷される。
その後赦免され、淳和朝の天長6年（829年）に従五位上に昇叙されている。その他に周防守も務めた。

## 官歴
注記のないものは『日本後紀』による。
- 時期不詳：従五位下
- 大同3年（808年） 5月9日：雅楽助。5月28日：左大舎人助。8月3日：大舎人助
- 大同5年（810年） 9月10日：薩摩権守
- 天長6年（829年） 正月7日：従五位上
- 時期不詳：周防守[2]

## 系譜
『尊卑分脈』による。
- 父：藤原種継（または藤原清成）
- 母：藤原継縄の娘（藤原種継の子の場合）
- 生母不詳の子女
  - 男子：藤原時継
  - 男子：藤原賀備能
  - 男子：藤原常江